# Candida viswanathii
Candida viswanathii är en svampart som beskrevs av Sandu & H.S. Randhawa 1962. Candida viswanathii ingår i släktet Candida, ordningen Saccharomycetales, klassen Saccharomycetes, divisionen sporsäcksvampar och riket svampar.   Inga underarter finns listade i Catalogue of Life.